# Ixora liberiensis
Ixora liberiensis là một loài thực vật có hoa trong họ Thiến thảo. Loài này được De Block mô tả khoa học đầu tiên năm 1998.